# Desa Kalipuro (administrativ by i Indonesien, lat -8,12, long 114,33)
Desa Kalipuro är en administrativ by i Indonesien.   Den ligger i provinsen Jawa Timur, i den sydvästra delen av landet, 800 km öster om huvudstaden Jakarta.